# Передільська сільська рада
| Передільська сільська рада — колишній орган місцевого самоврядування у Станично-Луганському районі Луганської області з адміністративним центром у с. Передільське. Водоймища на території, підпорядкованій даній раді: річка Айдар. Сільській раді підпорядковані населені пункти: - с. Передільське - с. Геївка - с. Старий Айдар |

## Склад ради
Рада складається з 16 депутатів та голови.

### Керівний склад ради
| ПІБ                        | Основні відомості                                                         | Дата обрання | Дата звільнення |
| -------------------------- | ------------------------------------------------------------------------- | ------------ | --------------- |
| Кузьміна Тетяна Олексіївна | Сільський голова, 1962 року народження, освіта, член Партії регіонів      | 26.03.2006   | 31.10.2010      |
| Кузьміна Тетяна Олексіївна | Сільський голова, 1962 року народження, освіта вища, член Партії регіонів | 31.10.2010   |                 |

Примітка: таблиця складена за даними джерела